# (2745) San Martin
(2745) San Martin – planetoida z pasa głównego asteroid okrążająca Słońce w ciągu 3 lat i 170 dni w średniej odległości 2,29 j.a. Została odkryta 25 września 1976 roku w Obserwatorium Féliksa Aguilara. Nazwa planetoidy pochodzi od José de San Martína (1778-1850), argentyńskiego generała. Przed nadaniem nazwy planetoida nosiła oznaczenie tymczasowe (2745) 1976 SR10.